# Dos Pilas

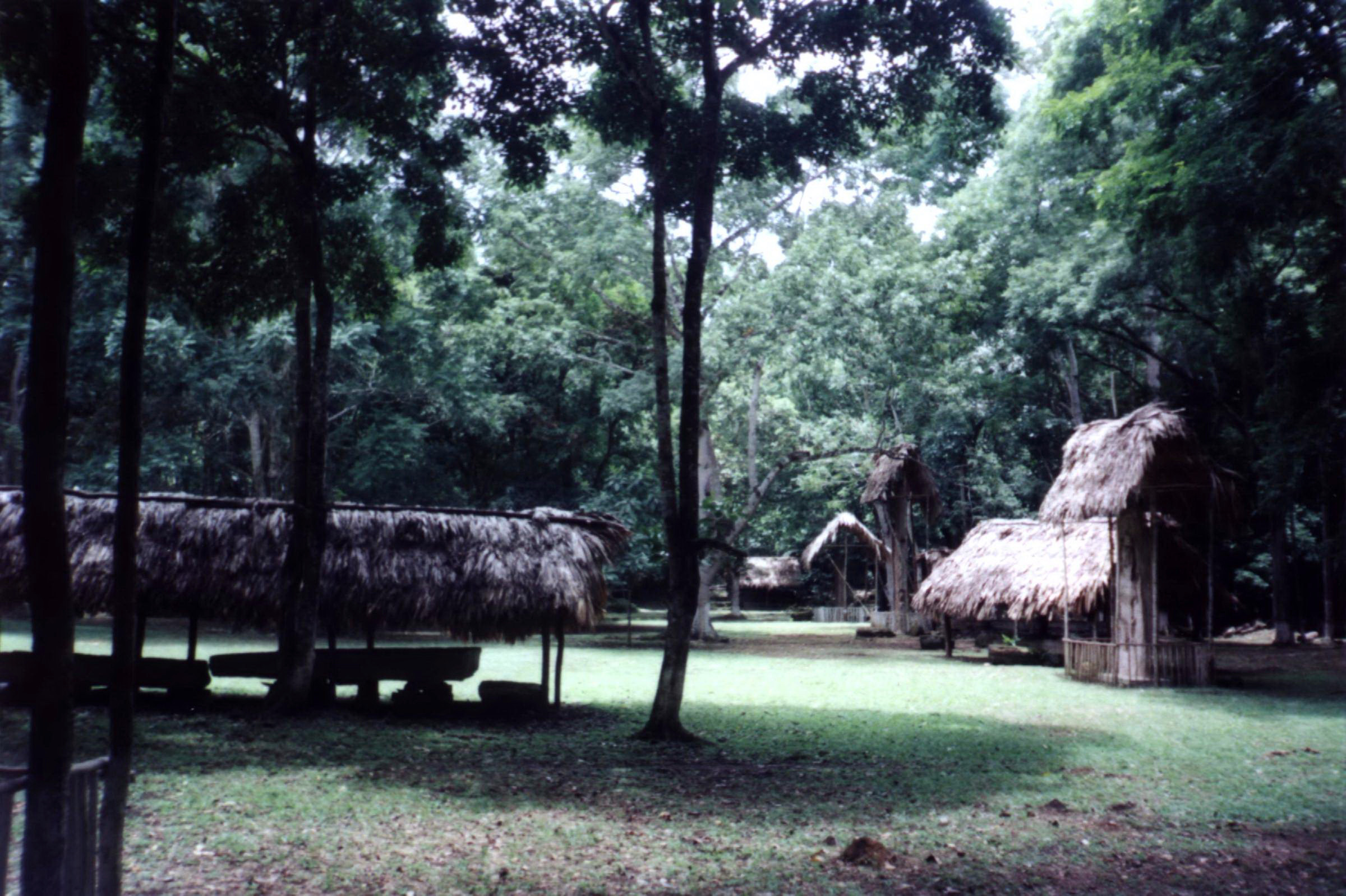
La plaça Central a Dos Pilas

Dos Pilas és un lloc precolombí de la civilització maia situat en el que hui és el departament de Petén, Guatemala. Es remunta al període clàssic tardà, i fou fundada per una branca de la dinastia de la gran ciutat de Tikal l'any 629 de, amb la finalitat de controlar les rutes comercials de la regió del Petexbatún, sobretot el riu La Pasión.
L'any 648, Dos Pilas se separà de Tikal i esdevingué un estat vassall de Calakmul, tot i que els dos primers reis de Dos Pilas continuaren utilitzant el mateix glif emblema de Tikal. Des del principi era un estat depredador: conquistà Itzá, Arroyo de Piedra i Tamarindito. Amb el temps, Dos Pilas i Aguateca, una ciutat propera, es convertiren en capitals individuals d'una sola dinastia governant. El regne en conjunt es coneix com a Regne de Petexbatún, en referència a la llacuna Petexbatún, que desemboca en el riu La Pasión.
La història de Dos Pilas explica les grans rivalitats i conflictes polítics que caracteritzaren el clàssic tardà. En l'actualitat és possible reconstruir gran part de la història de Dos Pilas, amb un nivell de detall que no té precedents en la zona maia.
El 12 de juny de 1970, el lloc fou declarat Monument Nacional en virtut de l'article 1210 del Ministeri d'Educació de Guatemala.

## Etimologia
El significat de Dos Pilas en espanyol de Guatemala és 'dos pous'', i és el significat generalment acceptat, tot i que un dels primers investigadors, Pierre Ivanoff, suggerí que Dos Pilas es referia a dues esteles.

## Ubicació
Dos Pilas és en la zona del Petexbatún, de la conca del Petén, al sud-oest del departament de Petén, al nord de Guatemala. Es troba entre el riu La Pasión i el Salinas. El lloc té una elevació de 160 msnm. Dos Pilas forma part del municipi de Sayaxché, un poble a la vora del riu La Pasión. Dos Pilas és a 8 km a l'est de la frontera amb Mèxic, a 120 km al sud-oest de les ruïnes de Tikal, i 10 km a l'oest de Tamarindito. El llac de Petexbattún i el riu La Pasión formen part de la conca del riu Usumacinta.
En l'apogeu del seu poder el regne cobria una àrea d'uns 3.800 km².
El paisatge local es compon de carreus coberts de densa vegetació tropical, intercalats amb aiguamolls baixos, rius i llacs. La zona pateix una alta precipitació anual amb una mitjana de 2.500 mm.

## Governants coneguts
| Nom (o àlies)        | Regnat                                | Noms alternatius               |
| -------------------- | ------------------------------------- | ------------------------------ |
| B'alaj Chan K'awiil  | c. 648–695                            | Governant 1, Malah Chan K'awil |
| Itzamnaaj B'alam     | c. 695                                | Jaguar                         |
| Itzamnaaj K'awiil    | 24 de març de 698 22 d'octubre de 726 | Governant 2                    |
| Ucha'an K'in B'alam  | 6 de gener de 727 28 de maig de 741   | Governant 3                    |
| K'awiil Chan K'inich | 23 de juny de 741 761                 | Governant 4, Mahk'ina          |

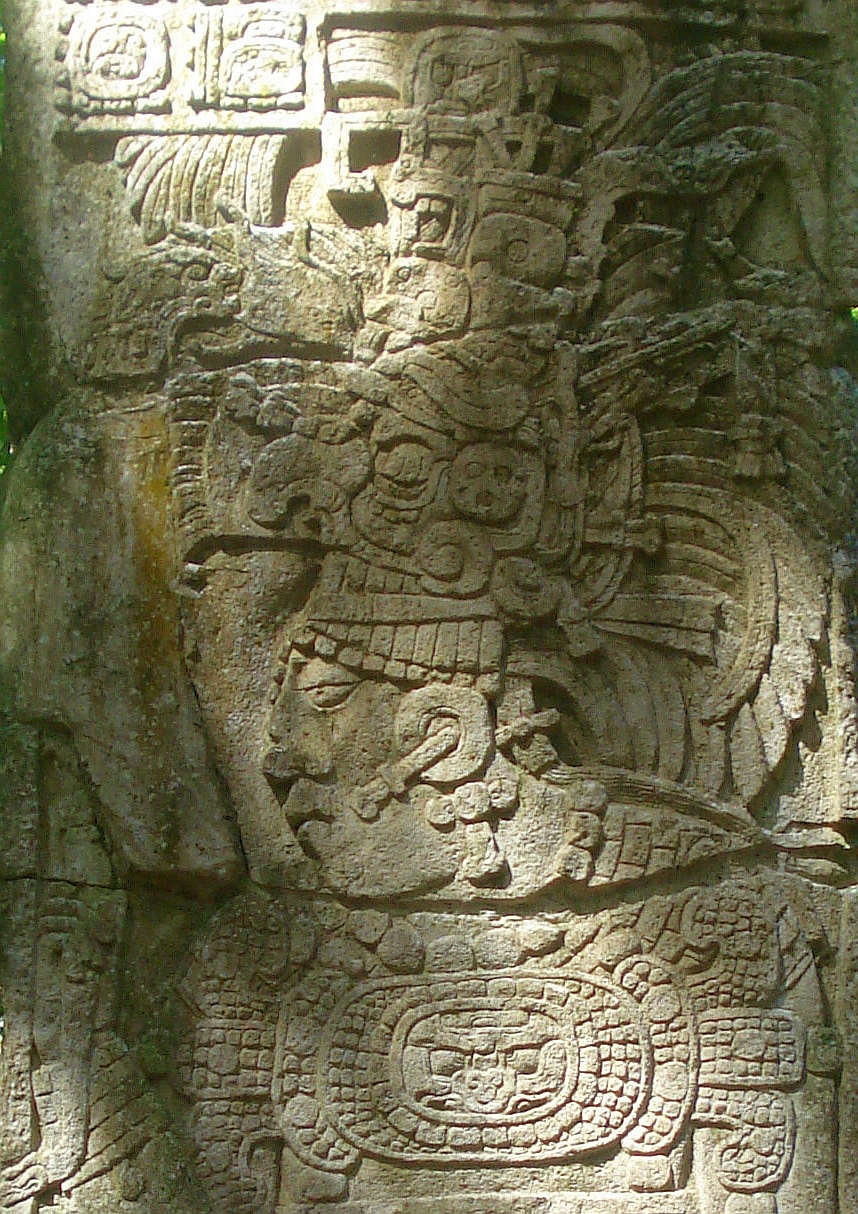
Retrat d'Itzamnaaj K'awiil

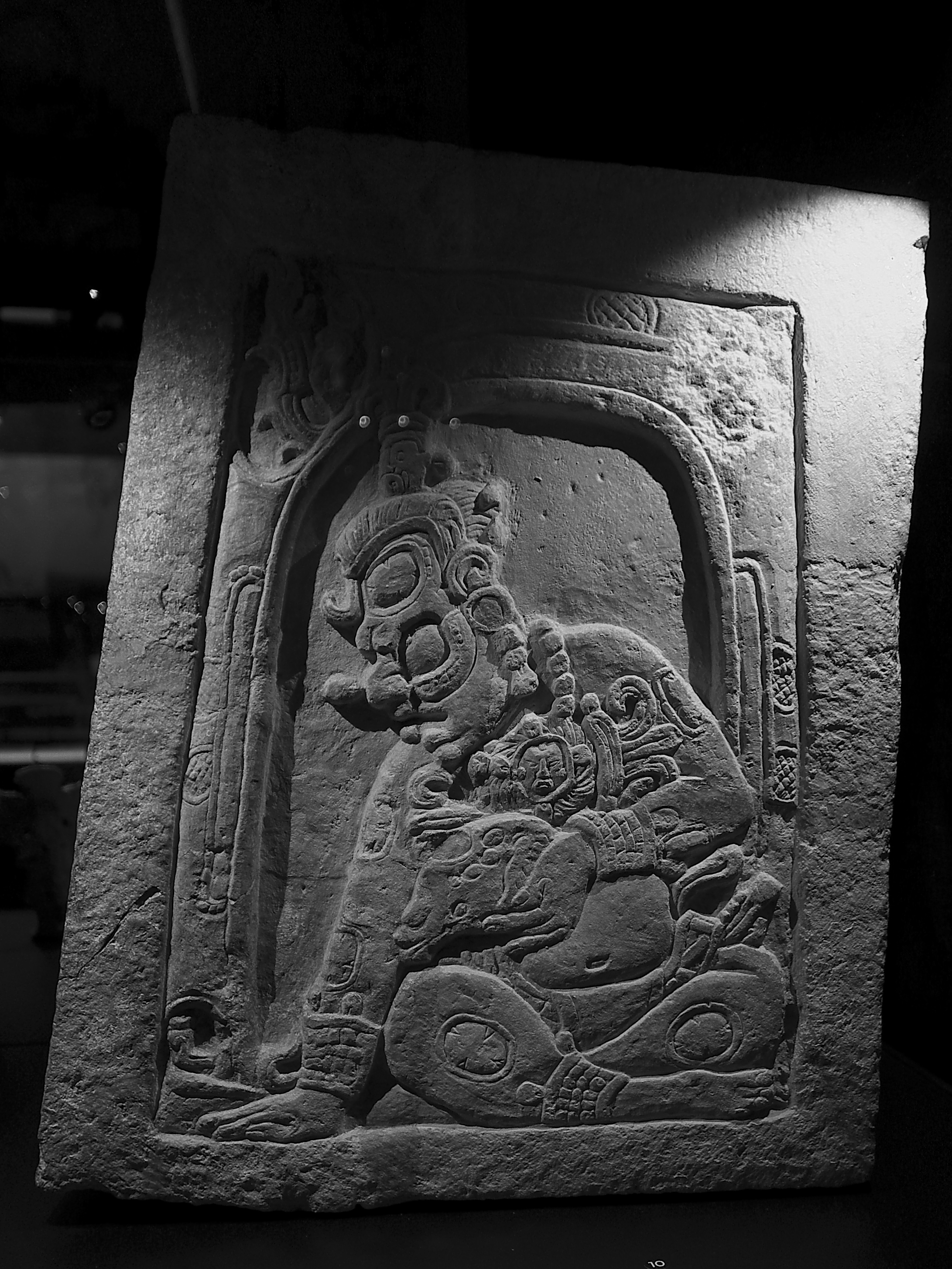
Relleu del déu K'inich Ajaw

B'alaj Chan K'awiil (governant 1) (c. 648–692+) nasqué el 15 d'octubre de l'any 625. Afirmava ser membre de la línia reial de Tikal. Al Plafó 6 de Dos Pilas s'esmenta que son pare és un rei de Tikal. És probable que es considerara l'hereu legítim al tron de Tikal i degué desertar de Tikal el 648 de per fundar Dos Pilas com un regne rival sota el senyoriu de Calakmul. El seu pare, K'inich Muwaan Jol II, era el governant 23 o 24 en la línia dinàstica de Tikal.
Se sap que B'alaj Chan K'awiil tingué dues esposes, una d'elles originària d'Itzá al proper Regne de Petexbatún. Wak Chanil Ajaw, una filla de B'alaj Chan K'awiil, isqué de Dos Pilas per fundar una dinastia a El Naranjo.
Itzamnaaj B'alam (c. 697) tingué un regnat molt breu. Era el fill de B'alaj Chan K'awiil i la seua esposa d'Itzá.
Itzamnaaj K'awiil (governant 2) (698–726), un altre fill de B'alaj Chan Kawiil, nasqué el 673, probablement a Calakmul durant l'exili de la seua família després de la derrota de Dos Pilas per Tikal. El seu naixement a l'estranger sembla haver estat motiu de vergonya, i les discrepàncies en les dates registrades als monuments poden ser resultat dels seus intents de demostrar que havia nascut a Dos Pilas. Regnà durant 28 anys. Morí en octubre de 726. Una estela erigida pel seu successor esmenta que l'enterraren a Dos Pilas quatre dies després, de nit. Es trobà una tomba associada a Itzamnaaj K'awiil sota l'Estructura L5-1 al centre de l'indret.
Ucha'an K'in B'alam (governant 3) (727–741) no sembla haver estat un hereu directe al tron, sinó més aviat un regent amb un lideratge fort, mentre que l'hereu era encara un xiquet. Vint anys abans del seu ascens al tron ja era una figura prominent en Dos Pilas, per ser responsable de la captura del senyor de Tikal l'any 705 i per estar estretament involucrat en els rituals duts a terme pel rei anterior. Ucha'an K'in B'alam tingué una esposa originària de Cancuén, una ciutat que controlava el curs superior del riu La Pasión. El governant 3 morí al maig de 741, i la seua mort es registrà a l'Estela 1 d'Aguateca, capital bessona del regne, on es creu que fou soterrat, tot i que la seua tomba encara no s'ha trobat.
K'awiil Chan K'inich (governant 4) (741–761+) pujà al tron de Dos Pilas al juny de 741, 26 dies després de la mort del governant 3. No se sap quan morí, però es veié obligat a fugir de Dos Pilas l'any 761 i mai més se'n tornà a esmentar.

## Història

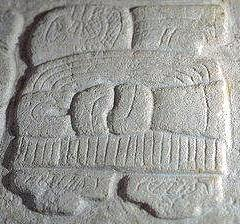
El glif emblema Mutal, compartit per Dos Pilas i Tikal

### Història primerenca
No se sap massa de la història primerenca (abans del 648) del lloc de Dos Pilas. Hi ha petjades d'una dinastia indígena primerenca precedint l'arribada de B'alaj Chan K'awiil de Tikal. Des del clàssic primerenc la zona del Petexbatún havia estat dominada per un Regne maia centrat en els llocs de Tamarindito i Arroyo de Piedra. B'alaj Chan K'awiil fundà Dos Pilas al territori d'aquest regne preexistent i la nova ciutat aviat dominà la zona.

### Fundació i consolidació
La interacció entre les ciutats estat maies del període clàssic està profundament lligada a la llarga lluita de poder entre Tikal i Calakmul, les dues "superpotències" maies, i la història de Dos Pilas no n'és excepció.
L'any 629, a l'edat de quatre anys, el rei de Tikal K'inich Muwaan Jol II instal·là el seu fill Balaj Chan K'awiil com a governant de Dos Pilas. En establir-se com a nou regne, Dos Pilas reafirmà el seu origen amb l'adopció del glif emblema de Tikal. En les següents dues dècades lluità lleialment per al seu germà, el rei de Tikal. L'any 648, el rei Yuknoom Ch'een II de Calakmul atacà i derrotà Dos Pilas, i capturà Balaj Chan K’awiil. Quasi simultàniament, fou assassinat el rei de Tikal. Després, Yuknoom Che'en II reinstal·là Balaj Chan K'awiil en el tron de Dos Pilas com el seu vassall. Des d'aquest moment, en un extraordinari acte de traïció per a algú de la família reial de Tikal, demostrà ser un fidel aliat de Calakmul, l'enemic jurat de Tikal. Es desconeixen els mètodes exactes utilitzats per Calakmul per induir Balaj Chan K'awiil a canviar de bàndol.
El rei Nuun Ujol Chaak de Tikal atacà i sotmeté Dos Pilas l'any 672, obligà B'alaj Chan K'awiil a l'exili durant 5 anys, probablement a Calakmul. Aquest exili acabà l'any 677, el dia en què Calakmul celebrà un èxit militar contra Tikal, revelant la dependència evident de B'alaj Chan K'awiil.

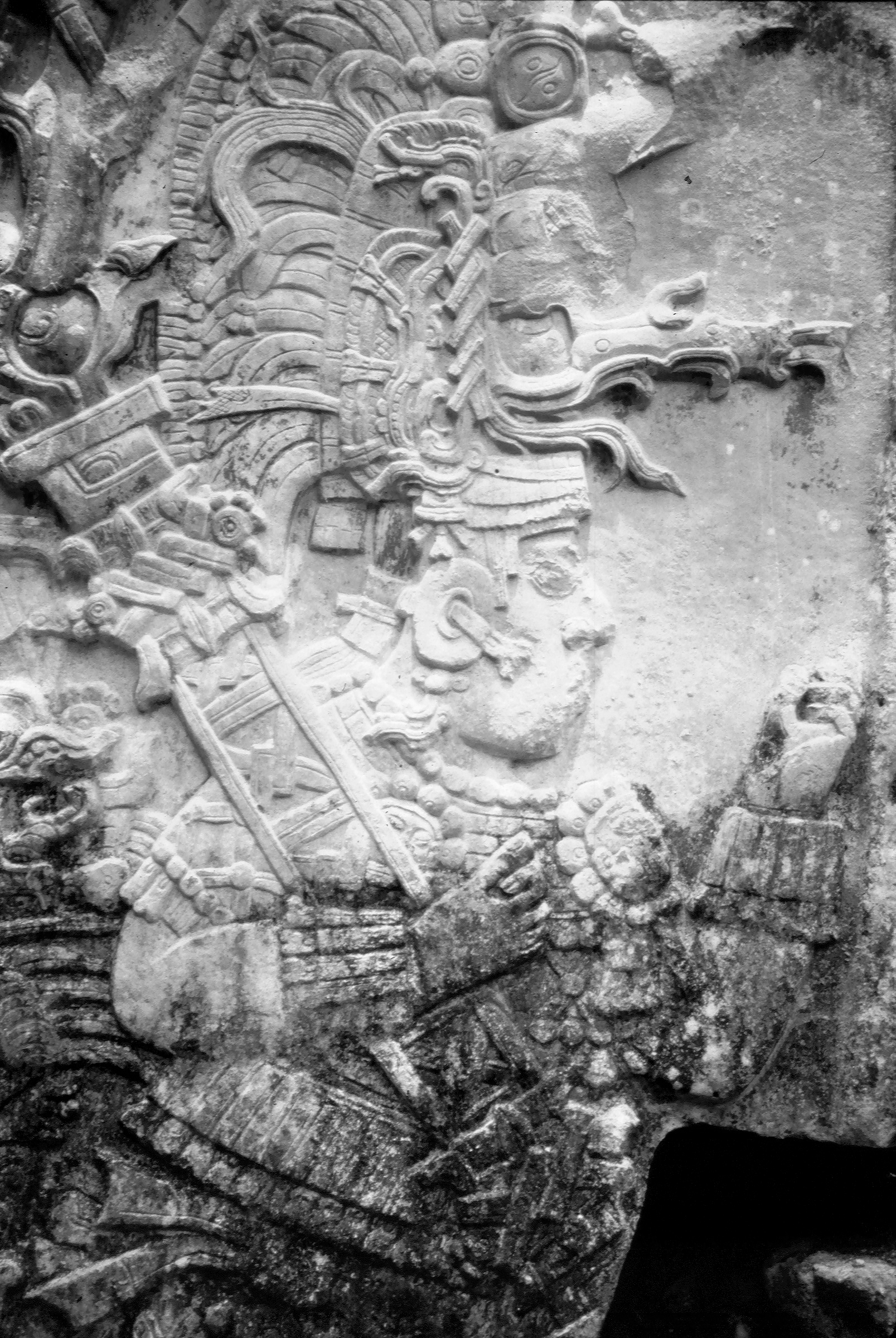
El Plafó 10 de Dos Pilas era originàriament una estela de la ciutat propera d'Arroyo de Piedra. Després de la conquesta d'Arroyo de Piedra, traslladaren l'estela a Dos Pilas i hi fou novament erigida

Tikal i Dos Pilas es tornaren a enfrontar al 679 i aquesta vegada Tikal sofrí una humiliant derrota davant el seu rival menor. Malgrat que Dos Pilas celebrà la victòria com una conclusió victoriosa de la guerra, cap de les dues havia guanyat avantatge efectiu sobre l'altra. Per a Dos Pilas, aquesta batalla representà la consolidació del seu regne i el fracàs de Tikal en el seu intent d'aixafar l'estat després abans que es propagara. Els texts glífics de Dos Pilas descriuen la victòria en termes gràfics, esmentant "tolls de sang" i "munts de caps" després d'una gran batalla entre les dues ciutats, en què és molt probable que Dos Pilas rebera ajut militar de Calakmul. B'alaj Chan K'awiil consolidà el seu poder amb enllaços matrimonials. Prengué almenys dues esposes; l'esposa principal era una dona noble d'Itzá, una altra ciutat a la conca del riu La Pasión. D'aquest matrimoni nasqueren els hereus Balaj Chan K'awiil, Itzamnaaj Balam i Itzamnaaj K'awiil. Amb la segona esposa, Balaj Chan K'awiil tingué una filla cèlebre, Wak Chanil Ajaw ('Senyora dels Sis Cels'), que fou enviada a El Naranjo per refondre la dinastia oblidada d'aquesta ciutat. Se sap de Balaj Chan K'awiil feu altres visites més a Calakmul. Al 682 participà en una cerimònia de finalització de període a Calakmul, amb Yuknoom el Gran, i el 686 assistí a l'entronització del seu successor, Yuknoom Yich'aak K'ak'.
L'any 695 Tikal tingué una gran victòria sobre Calakmul, i canvià l'equilibri de poder a les terres baixes maies en detriment de Calakmul i els seus aliats. Llavors Balaj Chan K'awiil va morir i fou succeït per Itzamnaaj Balam, un dels seus fills, encara que no se n'esmenta l'any exacte en els texts glífics. Itzamnaaj Balam regnà per poc de temps i fou reemplaçat pel seu germà Itzamnaaj K'awiil el 698. La guerra amb Tikal continuà sota el nou rei, i al 705 Tikal fou novament derrotat i el seu rei capturat. Aquesta victòria, la supervisà Ucha'an K'in B'alam, el comandant militar d'Itzamnaaj K'aawiil, que més tard esdevindria el seu successor al tron. Després d'aquesta victòria Dos Pilas es beneficià de tribut en forma de mà d'obra i riqueses, i la ciutat s'expandí ràpidament. Fou en aquesta època que Itzamnaaj K'awiil ordenà la construcció del conjunt arquitectònic conegut com El Duende, el qual se centrà en un important temple construït en un turó a l'est del conjunt principal. S'enregistraren altres victòries en el període de 717 a 721 sobre enemics desconeguts, segurament menors. Per celebrar les victòries militars, Itzamnaaj K'awiil alçà cinc esteles en el conjunt El Duende. Itzamnaaj K'awiil's morí al 726 i fou soterrat quatre dies més tard, segons consta a l'Estela 8. Una tomba reial excavada sota l'Estructura 5-1 és probablement la d'aquest governant.

### Conquestes
Ucha'an K'in B'alam pujà al tron al 727, probablement com a regent de K'awiil Chan K'inich, el fill i hereu d'Itzamnaaj K'awiil. Al s. VIII, Dos Pilas era prou forta per atacar Ceibal, una ciutat major situada a la vora del riu La Pasión; al 735 el governant de Dos Pilas (governant 3) atacà la ciutat i capturà el rei Yich'aak B'alam. El rei captiu no fou executat, sinó que més aviat es convertí en un vassall del rei de Dos Pilas. En aquesta època, el lloc proper d'Aguateca esdevingué una capital bessona del regne de Dos Pilas, i els monuments celebrant victòries es construïren alhora en ambdues ciutats.
Al 743 K'awiil Chan K'inich declarà la guerra a Ahkul i El Chorro. Dos anys més tard, el 745, atacà les ciutats distants de Yaxchilán al riu Usumacinta i Motul de San José prop del llac Petén Itzá. A l'Escalinata glífica 3 s'esmenta la captura dels reis d'ambdues ciutats, així com el d'El Chorro.
Dos Pilas continuà controlant Ceibal, fins i tot després de la mort d'Ucha'an K'in B'alam (governant 3), i el seu successor, K'awiil Chan Kinich, seguí presidint els rituals realitzats a la ciutat vassalla els anys 745-747.

### Col·lapse i abandó
Després de la derrota de Calakmul per Tikal, els constants conflictes a la zona maia aviat desestabilitzaren tota la regió. Al 761, la ciutat de Dos Pilas fou abandonada dramàticament després que Tamarindito i altres centres urbans del Petexbatún es rebel·laren contra l'hegemonia de Dos Pilas. Una escalinata glífica a Tamarindito esmenta la fugida forçada de K'awiil Chan K'inich, a qui mai es torna a esmentar. La família reial de Dos Pilas es traslladà probablement a Aguateca, un lloc amb bones defenses a només 10 km al sud-est. La fi violenta de Dos Pilas es desprén de les restes destrossades d'un tron reial que es recuperà del palau dels Ratpenats. A la fi del s. VIII, la zona sencera de Petexbatún es veié embolicada en guerra, fins que quasi tots els assentaments de l'antic regne de Dos Pilas foren abandonats.
Després del seu abandó, un petit grup de refugiats ocupà Dos Pilas: aixecà muralles, precipitadament construïdes, de pedres extretes dels temples i palaus abandonats. Aquestes muralles estacades formaren patrons concèntrics sense respectar l'arquitectura preexistent de la ciutat. Aquest poblat fou envaït i després abandonat a inicis del s. IX, moment en què acaba la història de Dos Pilas com a assentament.
El col·lapse de l'estat de Dos Pilas sembla haver beneficiat les altres ciutats de la zona, com Itzá, Cancuén i Machaquila, que experimentaren una revitalització que coincidí amb la caiguda de Dos Pilas.

### Història moderna
El primer informe sobre les ruïnes de Dos Pilas fou de José i Lisandro Flores, dos germans de Sayaxché, i data del 1953–4, tot i que és probable que la població local ja sabia de la seua existència. El 1960, Pierre Ivanoff dirigí una expedició al lloc. En descrigué les ruïnes, que anomenà "Dos Pozos", en el seu llibre Monuments of a Civilization: Maya (1973), en què afirma haver-ne descobert les ruïnes.
El 1989, en començaren les excavacions pels arqueòlegs Arthur Demarest de la Universitat de Vanderbilt i Juan Antonio Valdés de la Universitat San Carlos de Guatemala. L'Escalinata glífica 4 fou descoberta el 1990 i un any més tard fou excavada la tomba d'Itzamnaaj K'awiil. El projecte continuà fins al 1994, amb el suport de la National Geographic Society, l'Institut d'Antropologia i Història de Guatemala, la Universitat de Vanderbilt i altres organitzacions.

## Descripció del jaciment
El centre de Dos Pilas és de grandària modesta i cobreix al voltant d'1 km². La ciutat fou fundada en una zona amb poca ocupació prèvia, a una distància de sols 4 km de l'assentament preexistent d'Arroyo de Piedra. L'estat de conservació general del lloc no és bo per l'extracció desesperada de pedres dels edificis principals amb la finalitat de construir murs defensius immediatament abans de l'abandó definitiu del lloc. Les inscripcions glífiques s'han identificat com del maia clàssic.
El lloc està organitzat al voltant de tres conjunts monumentals alineats en un eix est-oest, en una forma que recorda els dissenys del preclàssic a El Mirador i Nakbé a l'extrem nord de Petén. El conjunt principal és el més occidental dels conjunts monumentals, mentre que el conjunt El Duende és el més oriental.
Immediatament abans de l'abandó definitiu de la ciutat es construïren una sèrie de murs concèntrics de maçoneria que envolta el conjunt principal i el conjunt El Duende. Aquestes fortificacions construïdes de manera precipitada estaven cobertes amb una estacada de fusta.

### Conjunt principal
El conjunt principal, el construí al voltant d'una plaça central B'alaj Chan K'awiil. Les esteles 1 i 2 són al centre de la plaça. L'Estela 1 representa Itzamnaaj K'awiil, elaboradamente vestit i data del 706. Descriu la derrota d'un governant de Tikal i conté la darrera referència coneguda a aquesta ciutat trobada a Dos Pilas fins al moment. L'Estela 2 està molt danyada i representa la derrota de Yich'aak B'alam de Ceibal per Ucha'an K'in B'alam. La plaça està tancada pels quatre costats per estructures; almenys dues de les estructures circumdants són accessibles per d'escalinates glífiques. Al sud de la plaça principal hi ha una sèrie de petites places elevades amb un accés més restringit, vorejades per edificis amb moltes cambres. Es trobaren en aquesta àrea altres dues escalinates glífiques.
- L4-35 és una estructura situada al costat oest de la plaça. A la base té l'Escalinata glífica 1, en què es registraren els esdeveniments de la vida d'Itzamnaaj K'awiil.[41]

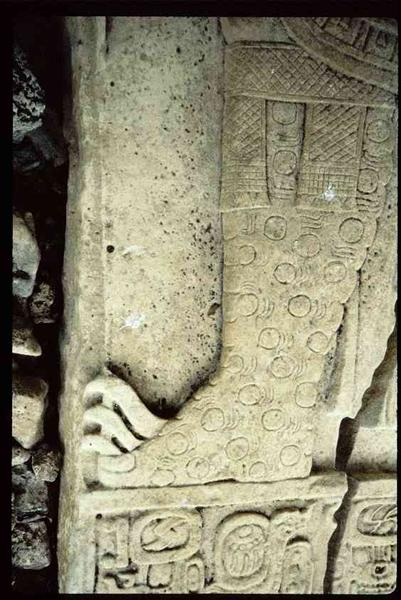
Estela 5, detall que mostra una pell de jaguar

- LD-49 (també coneguda com a L5-49) és una gran piràmide al sud de la plaça; està coronada per tres santuaris del temple. La piràmide és la major estructura al centre del lloc i s'eleva 20 m sobre el nivell de la plaça. L'escalinata principal d'aquesta piràmide (coneguda com a Escalinata glífica 2) conté almenys divuit graons glífics, que descriuen l'arribada i la vida de B'alaj Chan K'awiil. El descobriment de vuit nous graons glífics el 2001-2002, i la seua interpretació posterior, obligaren a una reavaluar la història primerenca del lloc, llançant llum sobre les connotacions polítiques més àmplies involucrades en la ruptura amb Tikal, abans considerada com un assumpte intern. Els graons que en l'actualitat es troben in situ són rèpliques col·locades després que uns saquejadors robaren una secció del graó 6 amb quatre glifs el gener de 2003. Els graons originaris es traslladaren a un indret segur. A banda i banda de l'escalinata, als extrems est i oest, hi ha el Plafó 6 i Plafó 7, tots dos amb inscripcions glífiques. El Plafó 10, amb un bon estat de conservació, és al costat est de la piràmide. El Plafó 10 era originàriament una estela d'Arroyo de Piedra; fou traslladada i reerigida en l'actual ubicació després que Dos Pilas conquistara la seua veïna.[13][42][43][23]

- LD-25 és un temple piràmide construït per K'awiil Chan K'inich. L'Escalinata glífica 3 se situa a 120 m al sud de l'angle sud-est de la plaça; és una part d'aquesta estructura i en les inscripcions es descriuen algunes de les victòries d'aquest rei l'any 743 i 745.[17][43]

- Estructura L5-1 és un edifici en ruïnes situat al costat est de la plaça; conté una cripta en arc a 9 m sota el cim. Dins de la cripta es trobaren les restes d'una persona que duia un pesat collaret de jade i polseres, i ofrenes de fines ceràmiques pintades i gairebé 400 peces de mosaic de petxina que originàriament formaven part d'un tocat. Es creu que és la tomba del rei Itzamnaaj K'awiil, per la ubicació propera de l'Estela 8, situada davant d'aquesta estructura, que té un text sobre la vida, la mort i l'enterrament d'aquest rei.[44]

- El palau de B'alaj Chan K'awiil fou enderrocat pels darrers habitants de Dos Pilas, a fi de construir muralles defensives immediatament abans de l'abandó de la ciutat. És a uns 100 m al sud de la plaça, darrere de l'estructura LD-49. L'Escalinata glífica 4 es troba al costat est del palau destruït i es descobrí quan la muralla que la creua s'estava excavant. L'Escalinata glífica 4 detalla la història de B'alaj Chan K’awiil i la fundació de la dinastia de Dos Pilas.[45][46]

- Un camp de joc de pilota es troba al cantó nord-est de la plaça. Les estructures que en formen els límits laterals es designen L4-16 i 17-L4. Aquestes estructures suporten els molt erosionats plafons 11 i 12, que mostren un senyor dempeus brandant una llança.[46][45]

### Conjunt El Duende
El conjunt El Duende és a 1 km a l'est del nucli del lloc. Aquest conjunt, el construí Itzamnaaj K'awiil al 705, després de la seua victòria sobre Tikal. El Duende és la piràmide més gran de la ciutat; es construí ampliant terrasses en un turó natural a certa distància del nucli del lloc, i sembla una sola estructura sòlida. Les terrasses formaven la base de cinc parells d'esteles i altars, fetes per Itzamnaaj K'awiil a principis del s. VIII. Durant les excavacions del 1991, després d'una ensulsiada de terra prop del límit occidental del complex d'El Duende, aparegué una cova d'1,5 km de llarg, que corre directament sota el temple; els arqueòlegs l'anomenaren "cova de riu El Duende". Dins la cova hi havia molts objectes i ossos humans. La plataforma principal n'és flanquejada per edificis petits.

### Palau dels Ratpenats
El palau dels Ratpenats és a mig camí entre el centre del lloc i el conjunt El Duende: a 0,5 km a l'est de la plaça principal i a 0,5 km a l'oest de la piràmide del Duende. El palau fou el centre polític de Dos Pilas des de l'any 725 fins a l'abandó de la ciutat al 761. Les excavacions revelaren que és un complex exclusiu, amb significat ritual, reservat per a l'elit. Una entrada de la cova, enterrada i marcada per un altar amb ofrenes, donava accés al palau. Es creu que el palau dels Ratpenats ha estat el complex més important de l'elit de Dos Pilas durant els regnats dels dos últims governants de la ciutat. L'entrada al complex del palau estava flanquejada per dos petits temples construïts amb maçoneria, donant lloc a dos patis. Els patis estaven envoltats d'edificis de maçoneria amb sostres peribles. Un tron reial destrossat es trobà al palau, evidència de la conquesta violenta de la ciutat en el clàssic tardà.

### Monuments
L'Estela 8 s'alçà enfront de l'Estructura L5-1. El seu text descriu els principals esdeveniments de la vida del rei Itzamnaaj K'awiil, i n'esmenta la mort i enterrament al 726.

### Coves

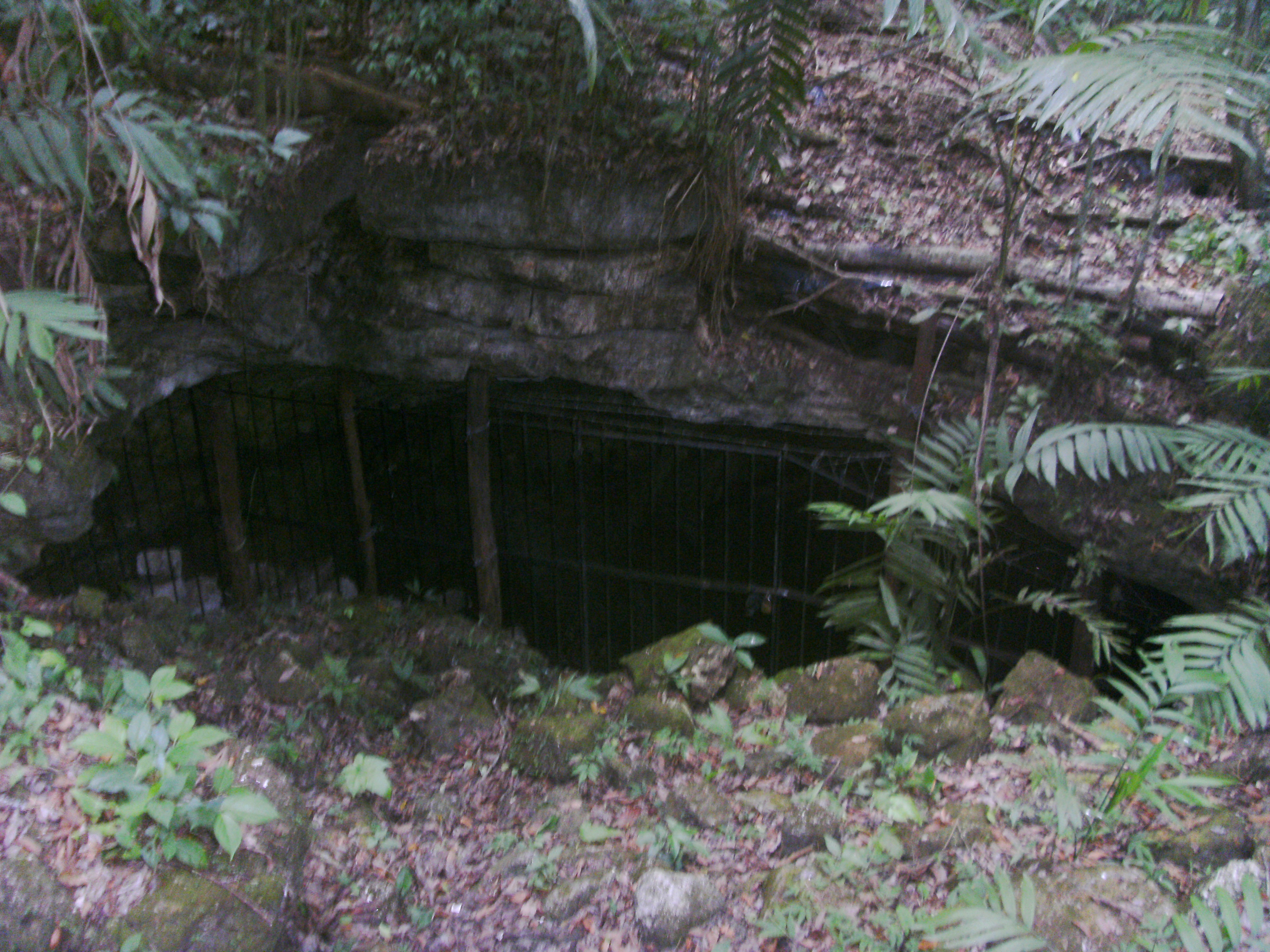
Entrada d'una cova prop d'El Duende

Durant les excavacions es localitzaren als voltants de Dos Pilas un total de 22 coves, amb una longitud total de més d'11 km.
Hi ha cinc coves majors, incloent la cova d'El Duende, cova de Río El Duende, cova de Río Murciélagos, cova de Sangre i cova de Kaxon Pec. Aquestes coves majors foren les úniques excavades i entre les ofrenes recuperades d'aquestes coves s'inclou una quantitat considerable de ceràmica del preclàssic. Les petjades clares del preclàssic que s'hi trobaren semblen implicar que les coves eren importants molt abans de la fundació de l'estat bel·licós de Dos Pilas en el clàssic tardà. Tota l'arquitectura important de Dos Pilas data del clàssic tardà i està alineada amb els sistemes de coves majors, la qual cosa demostra que els constructors de la ciutat incorporaren l'antic paisatge sagrat en el disseny de la nova ciutat.
Al turó que forma la base del conjunt El Duende s'erigiren algunes esteles que tenen glifs topònims. Un d'aquests glifs es refereix a l'aigua i, considerant que la cova té un llac subterrani situat directament sota el turó, és probable que el topònim s'hi referisca. El fet que originàriament el conjunt El Duende rebé el nom d'aquesta font d'aigua subterrània demostra la importància d'aquesta cova per als antics habitants de Dos Pilas.
L'entrada a la cova de Río Murciélagos és a 75 m al nord-oest del palau dels Ratpenats. Encara que és relativament sec en l'estació seca, quan plou l'aigua pot eixir per l'entrada de la cova a una velocitat de 8m³/segon, fent el soroll suficient com per ser escoltada a la plaça principal a una distància de 500 m. Encara que el flux estacional d'aigua ha arrasat gairebé totes les restes arqueològiques de la cova, els arqueòlegs creuen que la cova de los Murciélagos tenia una importància cerimonial per als habitants de Dos Pilas pel seu espectacular torrent durant la temporada de pluja.
Una recerca de les diferents coves de Dos Pilas revelà que totes les coves majors formaven part del mateix sistema de drenatge, i que la cova de los Murciélagos és l'eixida de drenatge de tot el sistema; per tant, aquesta cova es connecta a la cova de Río El Duende. Una sortida de la cova de los Murciélagos es trobà dins el palau dels Ratpenats, on estava marcada per un altar.
Un conjunt de plaça, just al sud-oest de la piràmide El Duendet, és directament damunt de la cambra principal de la cova d'El Duende (que no s'ha de confondre amb la cova de Río El Duende). Un femer de 2 m de profunditat aparegué a la cova, amb evidència d'ús intensiu durant els períodes preclàssic i clàssic. Al femer es trobà també un atuell de ceràmica que porta el text més antic sobre la dinastia de Dos Pilas. Una gruixuda capa d'argila groga estèril cobreix gran part del sòl de la cambra principal: sembla haver estat posada deliberadament amb la finalitat de cobrir l'entrada al túnel més llarg de la cova, que passa per sota de la piràmide del Duende i connecta amb la cova de Río El Duende. A l'entrada de la cova hi havia molts enderrocs, en gran part pedres finament treballades que havien estat extretes dels edificis propers i que s'usaren per a bloquejar l'entrada de la cova. James I. Brady creu que el bloqueig d'aquesta cova sagrada era part d'un ritual dut a terme pels conqueridors de Dos Pilas, que també bloquejaren les entrades de la cova de Sangre i, possiblement, l'entrada oest de la cova de Río El Duende, la qual cosa suggereix que les coves eren considerades de gran importància.
La cova de Sangre es troba a 2 km a l'est del conjunt El Duende i conté un túnel de més de 3 km que passa per sota d'un petit turó. La cova disposa de quatre entrades, dues de les quals havien estat bloquejades amb enderrocs, com a la cova del Duelde. L'entrada oest sembla haver estat l'entrada principal usada pels antics habitants de Dos Pilas. Damunt d'aquesta entrada es construí un petit edifici la funció del qual degué estar relacionada amb l'ús que es donava a la cova. Una paret de pedra tancava l'entrada de la cova i l'edifici. Dins de la cova de Sang es trobaren fragments de ceràmica del preclàssic.